# Dip Range
Dip Range är en bergskedja i Australien. Den ligger i delstaten Tasmanien, i den sydöstra delen av landet, omkring 250 kilometer nordväst om delstatshuvudstaden Hobart.
I omgivningarna runt Dip Range växer i huvudsak städsegrön lövskog. Trakten runt Dip Range är nära nog obefolkad, med mindre än två invånare per kvadratkilometer. Genomsnittlig årsnederbörd är 2 259 millimeter. Den regnigaste månaden är augusti, med i genomsnitt 312 mm nederbörd, och den torraste är januari, med 91 mm nederbörd.